# Егизата
Егизата (каз. Егізата, до 2011 г. — Новодонцы) — аул в Мартукском районе Актюбинской области Казахстана. Входит в состав Курмансайского сельского округа. Код КАТО — 154659300.

## Население
В 1999 году население села составляло 284 человека (143 мужчины и 141 женщина). По данным переписи 2009 года, в селе проживал 181 человек (94 мужчины и 87 женщин).